# Vittersbourg

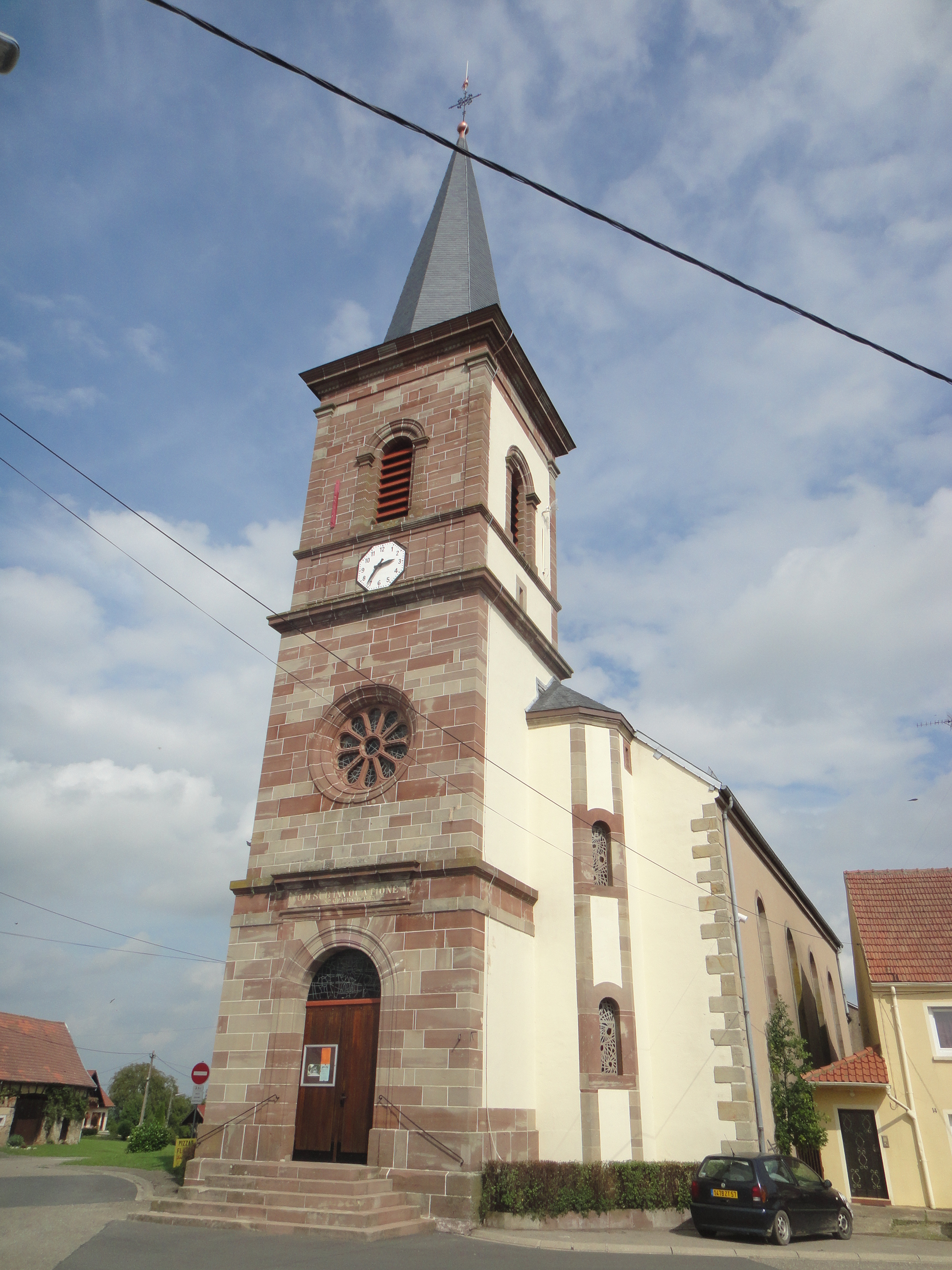
Kirche St. Georges (1831)

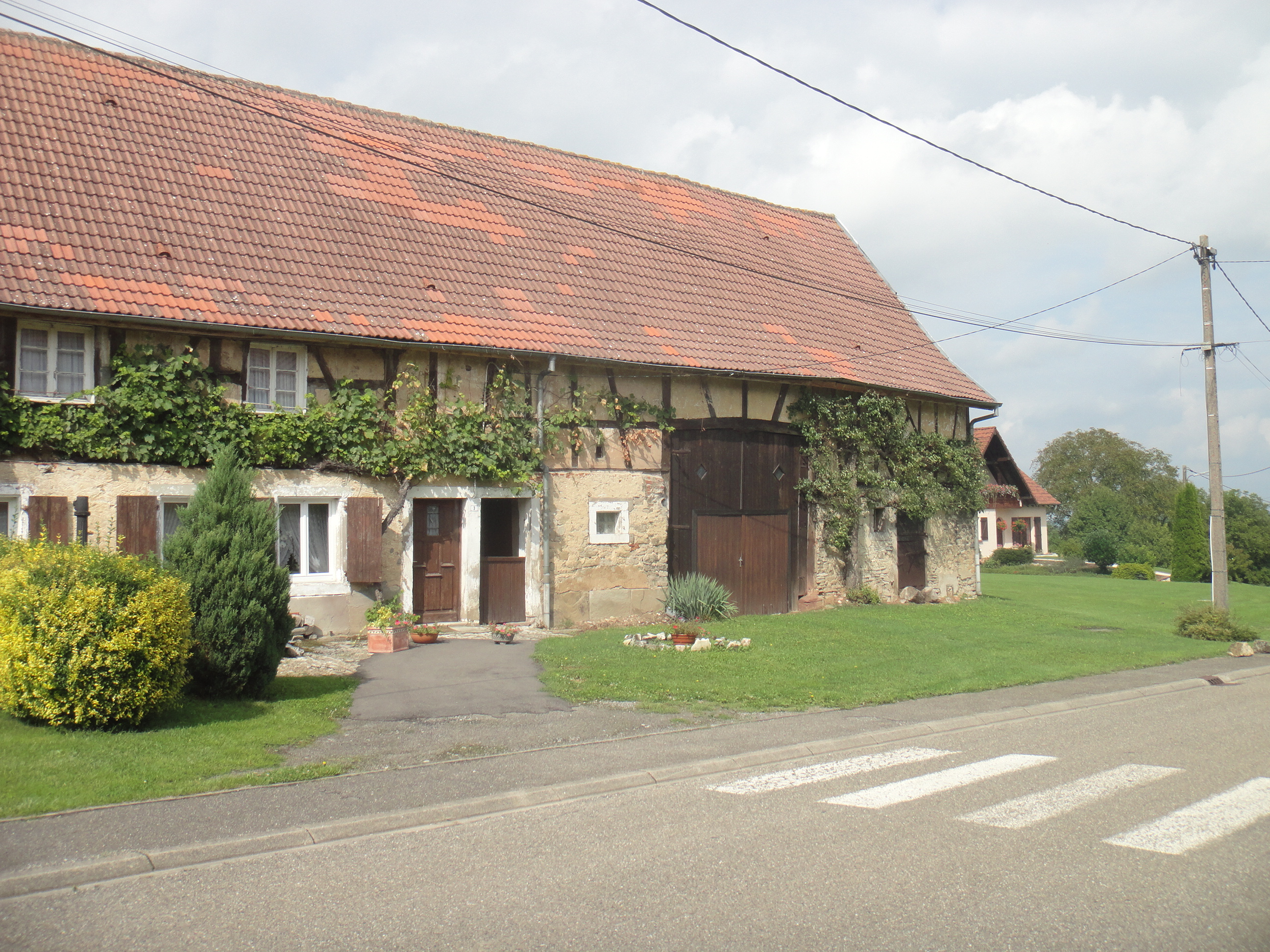
Fachwerk-Bauernhof

Vittersbourg (deutsch Wittersburg) ist eine französische Gemeinde mit 336 Einwohnern (Stand 1. Januar 2022) im Département Moselle in der Region Grand Est (bis 2015 Lothringen). Sie gehört zum Arrondissement Sarrebourg-Château-Salins.

## Geographie
Vittersbourg liegt 48 Kilometer südöstlich von Metz, zwölf Kilometer südwestlich von Sarralbe (Saaralben) und sieben Kilometer nordöstlich von Albestroff (Albesdorf) auf einer Höhe zwischen 218 und 253 m über dem Meeresspiegel, die mittlere Höhe beträgt 250 m. Das Gemeindegebiet umfasst 7,13 km². Im Südosten reicht das Gemeindegebiet bis an die Grenze zum Krummen Elsass.

## Geschichte
Das Dorf gehörte früher zum Herzogtum Lothringen und wurde im Dreißigjährigen Krieg völlig zerstört. Die Dorfkirche wurde 1831 erbaut.
Die Burg im Gemeindewappen ist eine Anspielung auf die Namensendung -burg / -bourg, die Standarte trägt das Wappen der Herrschaft Marimont, von der Vittesbourg abhängig war.
Durch den Frankfurter Frieden vom 10. Mai 1871 kam die Region an Deutschland und das Dorf wurde dem Kreis Château-Salins im Bezirk Lothringen des Reichslandes Elsaß-Lothringen zugeordnet.
Nach dem Ersten Weltkrieg musste die Region aufgrund der Bestimmungen des Versailler Vertrags 1919 an Frankreich abgetreten werden. Im Zweiten Weltkrieg war die Region von der deutschen Wehrmacht besetzt und stand unter deutscher Verwaltung.

### Bevölkerungsentwicklung
| Jahr      | 1962 | 1968 | 1975 | 1982 | 1990 | 1999 | 2007 | 2019 |
| Einwohner | 383  | 375  | 376  | 363  | 388  | 379  | 325  | 348  |

## Belege
1. 1 2  Eugen H. Th. Huhn: Deutsch-Lothringen. Landes-, Volks- und Ortskunde, Stuttgart 1875, S. 495  (google.books.com).
2. ↑  Wappenbeschreibung auf genealogie-lorraine.fr (Memento vom 24. März 2016 im Internet Archive) (französisch)